# Distichophyllum noguchianum
Distichophyllum noguchianum är en bladmossart som beskrevs av Benito C. Tan 1990. Distichophyllum noguchianum ingår i släktet Distichophyllum och familjen Hookeriaceae. Inga underarter finns listade i Catalogue of Life.